# Port lotniczy Nawazibu
Port lotniczy Nawazibu (IATA: NDB, ICAO: GQPP) – międzynarodowy port lotniczy położony w Nawazibu, w Mauretanii. Jest drugim co do wielkości portem lotniczym w kraju.

## Linie lotnicze i połączenia
| Linia Lotnicza      | Kierunek                                              |
| ------------------- | ----------------------------------------------------- |
| Binter Canarias     | 1. Gran Canaria                                       |
| Mauritania Airlines | 1. Casablanca 2. Gran Canaria 3. Nawakszut 4. Zuwirat |